# ティ・エル・シー
株式会社ティ・エル・シー（英: TLC Inc.）は、かつて存在したテレビ番組の舞台照明業務を行う技術プロダクション。
株主は、株式会社東通と株式会社TBSホールディングスであり、TBS系の全て番組を中心として多数照明技術協力していた。
2021年4月1日（令和3年）付で、株式会社東通など12社と共に株式会社TBSアクトへ吸収合併され、解散した。

## 沿革
- 1970年（昭和45年）9月1日 - 株式会社東通ライティングセンター設立。
- 19xx年（昭和xx年） - 株式会社東通ライティングセンターから株式会社ティ・エル・シーに改称。
- 1982年（昭和57年）10月 - 株式会社照明技術（後の株式会社テレビ東京照明、現在は株式会社テレビ東京アート）設立。
- 2020年（令和2年）6月 - 技術・美術・CG関連部門の子会社再編を目的として株式会社TBSアート&テクノロジーを設立。その後同業務に属する子会社を吸収合併する[2]。
- 2021年（令和3年）4月 - 株式会社東通、株式会社エヌ・エス・ティー、株式会社タムコ、株式会社ラ・ルーチェなど12社と共に株式会社TBSアクトへ吸収合併され、ティ・エル・シーは解散[3]。ティ・エル・シーが手がけていた業務はTBSアクトデザイン本部ライティングセンター照明技術部が継承した。

## 役員構成
- 代表取締役社長：小林敏之（株式会社ラ・ルーチェ 代表取締役社長）
- 常務取締役：堀口敦生（制作・営業本部、前:管理本部 統括兼管理本部長→取締役）、
- 取締役：森田浩造（管理本部担当 管理本部長兼経理部長）、林明仁（株式会社TBSテレビ 技術局 技術推進部 担当部長）、田上隆行（株式会社東通 第1テクニカルセンター 総合技術部 パートナー部長）、本田英喜（株式会社テクト 管理本部長代理 総務・人事部 部長）
- 監査役：鈴木博（株式会社東通 監査役）

## 所属スタッフ
- 中川清志
- 倉本輝彦
- 米山晁
- 米山仁
- 松本修一
- 床井弘一
- 伊倉邦夫
- 金子信男
- 小林章
- 竹内留吉
- 今井尚人
- 下山新吉
- 田淵博
- 高木亘（サンライズアート → ）
- 渋谷康治
- 森田典光
- 佐藤友泰
- 風間大介（サンライズアート → ）
- 鋤野雅彦
- 松田栄二
- 鷲尾俊和（サンライズアート → ）
- 小尾浩幸
- 宇野岳人
- 大村泰一
- 山本和宏
- 篠原秀樹
- 野村修司
- 鈴木博文
- 豊泉隆穂
- 加藤由美子
- 梨本茂
- 佐々木秀仁
- 佐川司
- 中田学
- 鈴木英敬
- 木戸昭彦（ラ・ルーチェ → ）
- 赤羽洋介
- 富井泰良
- 根岸朋之
- 西彩乃
- 公文大輔
- 清水朝彦
- 中根千聡
- 荻原小桃